# Gedenkraam Limburgse evacués (Buitenpost)
Het gedenkraam Limburgse evacués is een oorlogsmonument in de Nederlandse plaats Buitenpost.

## Achtergrond
In het najaar van 1944 werd het zuiden van Nederland bevrijd van de Duitse bezetting. De strijd om plaatsen als Roermond en Venlo ging nog onverminderd door en inwoners werden door de bezetter gemaand te vertrekken. Tijdens de hongerwinter van 1944-1945 werden duizenden geëvacueerde Limburgers opgevangen in Noord-Nederland, waaronder in Buitenpost. 
Het raam werd in 1946 als dank voor de gastvrijheid aangeboden en kreeg een plaats in het gemeentehuis in Buitenpost. Het is gemaakt door de in Kampen werkzame glazenier Henk van de Burgt. Bij een verbouwing in 1978 kwam het gedenkraam in de opslag terecht. In 2009 werd het herplaatst in een boekhandel aan de Kerkstraat. Na sluiting van de boekhandel is het raam weer overgebracht naar het gemeentehuis. Van de Burgt maakte ook het gedenkraam Limburgse evacués (Meppel).

## Beschrijving
Het raam toont centraal een vrouwenfiguur in Friese dracht, zij vormt de verbinding tussen de twee zijden van het raam: aan de linkerkant de Limburgse evacués die wegtrekken van het oorlogsgeweld terwijl een vliegtuig boven hen verwijst naar de bombardementen, aan de rechterkant een Fries gezin, dat een maaltijd en een bed klaar heeft staan. Linksboven zijn de Munsterkerk en de beschadigde Sint-Christoffelkathedraal in Roermond te zien. Als tegenhanger zijn aan de andere kant van het raam onder meer een molen en de Mariakerk in Buitenpost afgebeeld. Ter hoogte van de rok van de vrouw slingert een banderol over het tafereel, met het opschrift: 

Van de Limburgsche evacue's v. Buitenpost